# Piper insignilaminum
Piper insignilaminum är en pepparväxtart som beskrevs av Trel. & Yunck.. Piper insignilaminum ingår i släktet Piper och familjen pepparväxter. Inga underarter finns listade i Catalogue of Life.